# Église Saint-Cyr de Nervi
Pour les articles homonymes, voir Église Saint-Cyr.
L'église plébéienne Saint-Cyr est un lieu de culte catholique situé dans le quartier de Nervi, via Camillo Campostano, dans la municipalité de Gênes dans la ville métropolitaine de Gênes. L'église est le siège de la paroisse homonyme du vicariat Nervi-Quinto de l'archidiocèse de Gênes.

## Histoire
Des sources historiques et des études d'historiens et d'architectes attribuent une ancienne origine à l'église paroissiale de San Siro. En fait, la première implantation remonte au Xe siècle ou XIe siècle, voire à la première moitié du XIIIe siècle et les premiers archiprêtres de l'église sont déjà enregistrés au cours de ce siècle ; l'historien Cambiaso affirme sa présence dès le Ve siècle. Les documents historiques, cependant, attestent que déjà au XIIIe siècle, elle avait un chapitre de chanoines.
Conservant de la période médiévale le titre de plébéienne, l'église, au XVIIe siècle, étant donné l'accroissement de la population, n'était plus considérée comme suffisante ni adaptée aux besoins religieux. Le projet de restauration et d'agrandissement de l'ancienne structure a été réalisé par l'architecte lombard Francesco de Novi.
Occasionnant une dépense d'environ six ou sept mille livres génoises, chiffre accordé par le Sénat de la république de Gênes en 1638, récupérable avec une taxe de vingt ans pour les paroissiens, les travaux de la nouvelle église ont duré de 1639 à 1686 ou 1689 selon d'autres sources. La consécration a eu lieu le 25 juillet 1723 par Mgr Agostino Saluzzo, évêque du diocèse de Mariana-Accia.

## Articles associés
- Gênes
- Nervi
- Archidiocèse de Gênes